# هاري روبرتس (لاعب كرة قدم)
هاري روبرتس (بالإنجليزية: Harry Roberts)‏ (1 سبتمبر 1907 في المملكة المتحدة - 1 أكتوبر 1984 في المملكة المتحدة) هو لاعب كرة قدم بريطاني (وحمل سابقاً جنسية المملكة المتحدة لبريطانيا العظمى وأيرلندا) في مركز الهجوم. شارك مع منتخب إنجلترا لكرة القدم. أما مع النوادي، فقد لعب مع بورت فايل ونادي بيتربورو يونايتد ونادي تشيسترفيلد ونادي ميلوول ونادي بارو ولينكولن سيتي أف سي وسبالدينغ يونايتد ‏.

## وصلات خارجية
- هاري روبرتس (لاعب كرة قدم) على موقع قاعدة بيانات كرة القدم.إي يو (الإنجليزية)
- هاري روبرتس (لاعب كرة قدم) على موقع ناشيونال فوتبول تيمز (الإنجليزية)